# Dominic Ryōji Miyahara
Dominic Ryōji Miyahara (jap. ドミニコ 宮原 良治 Dominiko Miyahara Ryōji; ur. 22 maja 1955 w Gotō) – japoński duchowny rzymskokatolicki, w latach 2000-2008 biskup diecezjalny Ōity, od 2008 do 2019 biskup diecezjalny Fukuoki.

## Życiorys
Święcenia kapłańskie przyjął 19 marca 1982 i został inkardynowany do archidiecezji Nagasaki. Pełnił funkcje m.in. notariusza miejscowego sądu kościelnego (1987-1988) oraz wikariusza sądowego (1988-2000).

### Episkopat
10 maja 2000 papież Jan Paweł II powołał go na urząd ordynariusza diecezji Ōity. Sakry udzielił mu 1 października 2000 Peter Takaaki Hirayama, jego poprzednik na tej stolicy biskupiej. 19 marca 2008 został przeniesiony na urząd biskupa Fukuoki. 